# 熊本市電幹線
幹線（かんせん）は、熊本県熊本市西区の熊本駅前停留場から熊本市中央区水道町の水道町停留場までを結ぶ、熊本市交通局（熊本市電）の軌道路線。

## 路線データ
- 路線距離（営業キロ）：3.3km
- 軌間：1435mm
- 電停数：10（起終点含む）
- 複線区間：全線複線
- 電化区間：全線電化（直流600V）

## 運行形態
- ■A系統（田崎橋 - 健軍町）- 幹線全区間を4分 - 7分間隔で運行
- ■B系統（上熊本 - 健軍町）- 辛島町 - 水道町間を7分 - 11分間隔で運行

## 歴史
- 1924年（大正13年）8月1日：熊本駅前 - 水道町 - 浄行寺町間が開業。
- 1928年（昭和3年）3月3日：花畑町 - 市役所前間経路変更。
- 1929年（昭和4年）6月13日：古川町 - 花畑町間経路変更。
- 1972年（昭和47年）3月1日：水道町 - 浄行寺町間が廃止。
- 2011年（平成23年）3月1日：熊本城前停留場を花畑町停留場、市役所前停留場を熊本城・市役所前停留場に改称。
- 2024年（令和6年）12月31日：熊本城・市役所前電停付近で脱線事故が発生。辛島町 - 水道町間が3日間不通となった[1]。

## 停留場一覧
- 全停留場が熊本県熊本市に所在。

| 番号 | 停留場名               | 駅間 キロ | 累計 キロ | 接続路線                                                                             | 所在地 |
| ---- | ---------------------- | --------- | --------- | ------------------------------------------------------------------------------------ | ------ |
| 3    | 熊本駅前停留場         | -         | 0.0       | 熊本市電：田崎線 九州旅客鉄道： 九州新幹線・■鹿児島本線・■豊肥本線・■三角線 ⇒ 熊本駅 | 西区   |
| 4    | 祇園橋停留場           | 0.5       | 0.5       |                                                                                      | 中央区 |
| 5    | 呉服町停留場           | 0.5       | 1.0       |                                                                                      | 中央区 |
| 6    | 河原町停留場           | 0.4       | 1.4       |                                                                                      | 中央区 |
| 7    | 慶徳校前停留場         | 0.4       | 1.8       |                                                                                      | 中央区 |
| 8    | 辛島町停留場           | 0.4       | 2.2       | 熊本市電：上熊本線                                                                   | 中央区 |
| 9    | 花畑町停留場           | 0.2       | 2.4       |                                                                                      | 中央区 |
| 10   | 熊本城・市役所前停留場 | 0.4       | 2.8       |                                                                                      | 中央区 |
| 11   | 通町筋停留場           | 0.2       | 3.0       |                                                                                      | 中央区 |
| 12   | 水道町停留場           | 0.3       | 3.3       | 熊本市電：水前寺線                                                                   | 中央区 |

1. ↑  三角線は宇土駅が起点だが、全列車が熊本駅まで乗り入れる。

### 廃止区間
1972年3月1日廃止。括弧内は熊本駅前停留場からの営業キロ。
水道町停留場 (3.3 km) - 白川公園前停留場 (3.7 km) - *建丁停留場 - 藤崎宮前停留場 (4.1 km) - *千反畑町停留場 - 浄行寺町停留場 (4.4 km)
*印の停留場は廃線以前の1943年12月28日に廃止。

### 廃止された停留場
廃止区間を除く。
- 春日町停留場 - 1924年8月1日新橋停留場として開業、1943年12月28日廃止。
- 古桶屋町停留場 - 1924年8月1日開業、1943年12月28日廃止。
- 魚屋町停留場 - 1924年8月1日魚屋一丁目停留場として開業、1943年12月28日廃止。
- 紺屋町停留場 - 1937年4月1日から5月13日まで営業（臨時停留場）。
- 古川町停留場 - 1924年8月1日開業、1943年12月28日廃止。
- （旧）花畑町停留場 - 1924年8月1日開業、1943年12月28日廃止。
- 三年坂停留場 - 1937年から1941年まで4度設置（臨時停留場）。

### 過去の接続路線
- 河原町停留場：熊本市電川尻線
- 辛島町停留場：熊本市電春竹線（直通）
- 藤崎宮前停留場：熊本市電坪井線（直通）・熊本電気鉄道藤崎線
- 浄行寺町停留場：熊本市電黒髪線（直通）